# 能満郡
能満郡（のまぐん、のまのこおり）は多禰国にかつて存在した郡である。現在の種子島北部にあたる。

## 現在の行政区域
- 西之表市
- 熊毛郡中種子町

## 沿革
- 大宝2年（702年） - 種子島北部に能満郡がおかれる。
- 天長元年（824年）10月1日 - 熊毛郡に編入